# Crkvice (Bojnik)
Crkvice (Servisch cyrillisch Црквице) is een plaats in de Servische gemeente Bojnik. De plaats telt 643 inwoners (2002).